# Nanbu, Tottori
Nanbu (japanska: 南部町?, Nanbu-chō) är en landskommun (köping) i Tottori prefektur i Japan. 
Kommunen bildades 2004 genom en sammanslagning av kommunerna Saihaku och Aimi.